# Bent Foltmann
Bent Foltmann (født i 13. maj 1925, død 7. juli 2022) var en dansk professor i biokemisk genetik ved Københavns Universitet.
Foltmann blev cand.pharm. i 1949 og dr.phil. i 1966. Han arbejdede på blandt andet Carlsberg Laboratorium og fra 1963 på Danmarks Farmaceutiske Højskole. Han har også forsket på Laboratory of Molecular Biology ved University of Cambridge. Han var ansat nogle år ved Proteinlaboratoriet på Københavns Universitets Lægevidenskabelige Fakultet, og var professor biokemisk genetik ved universitetets Naturvidenskabelige Fakultet fra 1970 til 1992.
Foltmann forskede blandt andet i enzymers struktur og funktion. Han har skrevet meget om udviklingsteori. Foltmann var blandt andre ting medstifter af og generalsekretær i International Students Federation, formand for Biokemisk Forening og Nordisk Komité for Biokemi og bestyrelsesmedlem i Det Danske Pasteurselskab.
Efter at være blevet pensioneret fik Bent Foltmann i 2000 udgivet bogen Det ufattelige liv, der senest er blevet udgivet på Forlaget BIOS (3. udgave i 2008).
Han døde i 2022.